# Heinrich Ewers
Heinrich Ewers (* 18. Februar 1906 in Beuthen (Oberschlesien); † 12. August 1992 in Paderborn) war ein deutscher Theologe, Kanonist und Richter an der römischen Rota.

## Leben
Heinrich Ewers absolvierte sein Abitur 1927 am Staatlichen Gymnasium Minden in Westfalen. Anschließend studierte er Rechtswissenschaften an der Albert-Ludwigs-Universität Freiburg sowie an der Université de Bourgogne Dijon, an der Humboldt-Universität zu Berlin und der Westfälischen Wilhelms-Universität Münster. 1934 wurde er an der Friedrich-Alexander-Universität Erlangen promoviert.
Im Mai 1934 begann Heinrich Ewers in Paderborn als Priesteramtskandidat das Studium der katholischen Theologie. Am 2. Mai 1940 empfing er im Paderborner Dom vom damaligen Erzbischof Caspar Klein die Priesterweihe. Nach Aufenthalten als Kooperator in Bernburg (Saale) und Anröchte wechselte er im November 1945 an das Erzbischöfliche Ordinariat Paderborn, später an das Erzbischöfliche Offizialat.
1948 begann er ein weiterführendes Studium des Kirchenrechts am Kanonischen Institut der Ludwig-Maximilians-Universität München, wo er im Juli 1951 mit summa cum laude zum Doktor der kanonischen Rechtswissenschaften promoviert wurde. Damit war Ewers Dr. iur. utr. (Doctor iuris utriusque), also Doktor „beiderlei Rechte“ (weltliches und kirchliches Recht).
Ewers kehrte als Instruktionsrichter an das Paderborner Offizialat zurück. Ab 1955 war er auch Dozent am Paderborner Priesterseminar.
Am 3. August 1956 wurde Ewers vom Papst Pius XII. zum Richter an der heiligen römischen Rota ernannt, wo er über 25 Jahre tätig war. 1961 wurde er von Papst Johannes XXIII. zum Konsultor an der Konzilskongregation (ab 1967 Kongregation für den Klerus) ernannt. Dieses Amt hatte er bis Februar 1989 inne. 1969 wurde Ewers zusätzlich Richter am zivilen Vatikanischen Berufungsgericht, dessen Präsident er ab 1978 war. Von 1978 bis 1982 war er, da er dienstältester Richter an der Rota war, als Nachfolger des Franzosen Charles Lefebvre deren Dekan; er stand damit als primus inter pares an der Spitze des Gerichts. Damit war er der ranghöchste deutsche Kirchenrichter der jüngeren Neuzeit.
1983 erhielt Ewers vom damaligen Bundespräsidenten Karl Carstens das Große Verdienstkreuz mit Stern des Verdienstordens der Bundesrepublik Deutschland.
Heinrich Ewers war seit 1927 Mitglied der katholischen Studentenverbindung K.D.St.V. Wildenstein Freiburg im Breisgau im Cartellverband (CV).